# Fuerte del Rey
Fuerte del Rey là một đô thị trong tỉnh Jaén, Tây Ban Nha. Theo điều tra dân số 2006 (INE), đô thị này có dân số là 1267 người.
37°52′B 3°53′T / 37,867°B 3,883°T